# Vi har bara varandra
Vi har bara varandra är en låt med Thomas Di Leva. Den utgavs som singel 1989 med B-sidan "Du ger, du gör".

## Tillkomst
Di Leva hade besökt sjön Loch Ness i Skottland och skrivit material till skivan Rymdblomma. "Vi har bara varandra" skrevs efter vistelsen när Di Leva besökte Gävle i juletid och var på väg till en fest hos en kompis. Han skrev ned den på en servett på festen och spelade in en demoversion på sin portastudio samma kväll när han kom hem.

## Musikvideo
I musikvideon marscherar Di Leva i ett mörkt och rökfyllt landskap tillsammans med två vitklädda följeslagare med förbundna ögon – en trumslagare och en gitarrist. Ett UFO visas i korta klipp.